# فيليكس أمير الدنمارك
فيليكس أمير الدنمارك (بالدنماركية: Prins Felix)‏ (22 يوليو 2002) هو الابن الأصغر للأمير يواكيم وزوجته السابقة الكسندرا كونتيسة فردريكسبورج واعتبارا من مايو عام 2016، فيليكس هو الثامن في خط الخلافة على العرش الدنماركي.

## روابط خارجية
- فيليكس أمير الدنمارك على موقع IMDb (الإنجليزية)